# Marcus Gross
Pour les articles homonymes, voir Gross.
Marcus Gross est un kayakiste allemand né le 28 septembre 1989. Il a remporté avec Max Rendschmidt la médaille d'or en K2 1000 mètres aux Jeux olympiques d'été de 2016 à Rio de Janeiro.